# Pekka Tuomisto
Pekka Juhani Tuomisto (* 29. Dezember 1960 in Oulu) ist ein ehemaliger finnischer Eishockeyspieler.  

## Karriere
Pekka Tuomisto begann seine Karriere als Eishockeyspieler in seiner Heimatstadt in der Nachwuchsabteilung von Kärpät Oulu, für dessen Profimannschaft er in der Saison 1980/81 sein Debüt in der SM-liiga, der höchsten finnischen Spielklasse, gab. Mit Kärpät wurde er in seinem Rookiejahr auf Anhieb Finnischer Meister. Bei Kärpät verbrachte der Flügelspieler noch weitere sechs Jahre, ehe er zur Saison 1987/88 innerhalb der SM-liiga zu HIFK Helsinki wechselte. Bei HIFK beendete er im Anschluss an die Saison 1995/96 seine Karriere im Alter von 35 Jahren. 
Im Jahr 2000 wurde Tuomisto mit der Aufnahme in die Finnische Eishockey-Ruhmeshalle geehrt.

### International
Für Finnland nahm Tuomisto im Juniorenbereich ausschließlich an der U20-Junioren-Weltmeisterschaft 1980 teil. Im Seniorenbereich stand er im Aufgebot senes Landes bei den Weltmeisterschaften 1991 und 1992 sowie bei den Olympischen Winterspielen 1988 in Calgary und 1992 in Albertville. Bei den Winterspielen 1988 sowie der Weltmeisterschaft 1992 gewann er mit Finnland jeweils die Silbermedaille. 

## Erfolge und Auszeichnungen
- 1981 Finnischer Meister mit Kärpät Oulu
- 2000 Aufnahme in die Finnische Eishockey-Ruhmeshalle

### International
- 1988 Silbermedaille bei den Olympischen Winterspielen
- 1992 Silbermedaille bei der Weltmeisterschaft